# Laurențiu-Daniel Marin
Laurențiu-Daniel Marin (n. 24 ianuarie 1975) este un politician român care ocupă funcția de deputat din partea PSD.
Acesta a fost validat ca deputat la 14 martie 2022 după ce Nicușor Halici și-a dat demisia pentru a deveni prefect al județului Vrancea.